# Gabrovnica (Słowenia)
Gabrovnica – wieś w Słowenii, w gminie Kamnik. W 2018 roku liczyła 37 mieszkańców.